# L'Escale

La Bréole este o comună în departamentul Alpes-de-Haute-Provence din sud-estul Franței. În 1 ianuarie 2022 avea o populație de 1.402 de locuitori.